# Gora Kupol
Gora Kupol är ett berg i Antarktis. Det ligger i Östantarktis. Australien gör anspråk på området. Toppen på Gora Kupol är 1 235 meter över havet.
Terrängen runt Gora Kupol är varierad.  Trakten är obefolkad. Det finns inga samhällen i närheten.